# Transporte intraflagelar
El Transporte intraflagelar o IFT (por sus siglas en inglés Intraflagellar transport) es un proceso celular esencial para la formación y el mantenimiento de los cilios y flagelos eucariotas. Fue descubierto por primera vez en 1993 por el estudiante de grado Keith Kozminski cuando se encontraba trabajando en el laboratorio de Joel Rosenbaum en la Universidad de Yale. Es una estructura filogenéticamente bien conservada y parece que está presente en los cilios y flagelos de la mayor parte de las especies, siendo la excepción algunos apicomplejos como Plasmodium falciparum o Cryptosporidium parvum. El proceso ha sido bien caracterizado en el alga biflagelada Chlamydomonas reinhardtii, así como en los cilios sensoriales del nemátodo Caenorhabditis elegans.

## Bioquímica

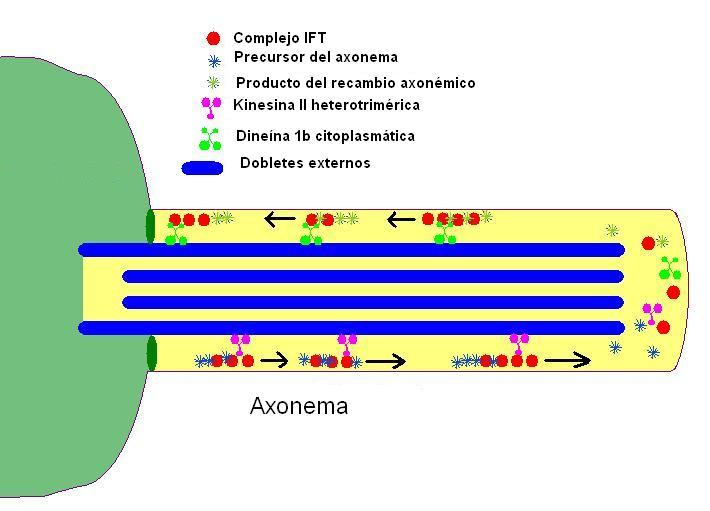
Un modelo muy simplificado del transporte intraflagelar. En la base del cilio se pueden observar, en verde oscuro, las fibras de transición.

El transporte intraflagelar describe el movimiento bidireccional de partículas no asociadas a membrana a través de los dobletes de microtúbulos del axonema plagelar, entre el axonema y la membrana plasmática. Algunos estudios han mostrado que el movimiento de las partículas del IFT a través del microtúbulo se lleva a cabo por dos tipos de motores moleculares diferentes: El transporte anterógrado, en dirección del ápice flagelar corre a cargo de la kinesina-2, mientras que el retrógrado (hacia el citoplasma) lo efectúa la dineína 1b. Las partículas del transporte intraflagelar llevan subunidades axonémicas a su lugar de ensamblaje en el extremo axonémico, por lo que este transporte es necesario para su crecimiento. Por tanto, puesto que el axonema precisa de un continuo aporte de proteínas, un axonema con un IFT deficiente se acortará lentamente debido a la ausencia de reemplazo de subunidades proteicas. En un flagelo sano, Las partículas del IFT dan la vuelta en el extremo axonémico, y se piensa que cargan proteínas viejas o productos de recambio para retornarlos a la base del flagelo.
Las partículas del IFT constan de dos subcomplejos, que a su vez están formados por varias proteínas IFT. Estos dos subcomplejos se conocen como 'A' y 'B', que pueden aislarse por centrifugación en gradiente de sacarosa. El tamaño de ambos complejos es de aproximadamente 16S. Pero si se aumenta la fuerza iónica el complejo B sedimenta más lentamente, segregándose de esa forma ambos complejos. Las principales subunidades de los complejos IFT reciben nombres de acuerdo a su masa molecular. Algunas proteínas del complejo A son IFT144, 140, 139, y 122, mientras que en el complejo B se ha observado IFT 172, 88, 81, 80, 74/72, 57/55, 52, 46, 27, y 20. Las propiedades bioquímicas de estas partículas se están comenzando a comprender.

## Importancia fisiológica
Debido a la importancia del mantenimiento del IFT en los cilios funcionales, sus defectos se han correlacionado con muchos fenotipos de enfermedades, asociados generalmente con cilios no funcionales o ausentes. Por ejemplo, IFT88 codifica una proteína conocida como Tg737 en ratones y humanos, observando que produce un modelo en ratón de una forma autosómico recesiva de la enfermedad poliquística renal. Otras enfermedades han sido ligadas también a defectos en el IFT, como la degeneración de retina, el  situs inversus (una reversión del eje corporal bilateral), la enfermedad poliquística hepática, la discinesia ciliar primaria, nefroptisis, síndrome de Älstrom, el síndrome de Meckel-Gruber, el síndrome de Jeune y el de Bardet-Biedl, que produce quistes renales y degeneración retinal. Se ha acuñado el término "ciliopatía" para indicar el origen común de estas alteraciones.
Probablemente aparecerán un mayor número de enfermedades ligadas a un mal funcionamiento del IFT.
Uno de los descubrimientos más recientes en relación con el IFT es su papel potencial en transducción de señales. Se ha visto que el IFT es necesario para el movimiento de otras proteínas de señalización en el cilio, y por tanto puede desempeñar un papel en muchas vías de señalización. Específicamente se ha implicado al IFT como mediador de la señalizador del Sonic hedgehog, una de las rutas de la  embriogénesis más importantes.

## Importancia evolutiva
Un estudio del año 2022 ha determinado que las variaciones genéticas en el gen IFT88 de los lobos (Canis lupus) así como de una posible región reguladora de este hace unos 30 000 años pudieron dar lugar a un proceso de selección natural. Estas variaciones se encuentran presentes en los lobos y en los perros actuales, lo que podría significar un proceso adaptativo durante el Último Máximo Glacial.